# Ormosd község
Ormosd község (szlovén nyelven Občina Ormož) Szlovénia 212 alapfokú közigazgatási egységének, azaz községének egyike a Podravska statisztikai régióban. Adminisztratív központja Ormosd város. A község 1994-ben alakult meg. A község a történelmi szlovén Stájerország (Štajersko) régió része.

## A községhez tartozó települések
A községhez Ormosd székhelyen kívül a következő települések tartoznak:
- Bresnica
- Cerovec Stanka Vraza
- Cvetkovci
- Dobrava
- Dobrovščak
- Drakšl
- Frankovci
- Gomila pri Kogu
- Hajndl
- Hardek
- Hermanci
- Hujbar
- Hum pri Ormožu
- Ivanjkovci
- Jastrebci
- Kajžar
- Kog
- Krčevina
- Lačaves
- Lahonci
- Lešnica
- Lešniški Vrh
- Libanja
- Litmerk
- Loperšice
- Lunovec
- Mali Brebrovnik
- Mihalovci
- Mihovci pri Veliki Nedelji
- Miklavž pri Ormožu
- Osluševci
- Pavlovci
- Pavlovski Vrh
- Podgorci
- Preclava
- Pušenci
- Ritmerk
- Runeč
- Šardinje
- Senešci
- Sodinci
- Spodnji Ključarovci
- Stanovno
- Strezetina
- Strjanci
- Strmec pri Ormožu
- Svetinje
- Trgovišče
- Trstenik
- Veličane
- Velika Nedelja
- Veliki Brebrovnik
- Vičanci
- Vinski Vrh
- Vitan
- Vodranci
- Vuzmetinci
- Zasavci
- Žerovinci
- Žvab

## Népesség
| Lakosok száma | 12 723 | 12 638 | 12 603 | 12 560 | 12 507 | 12 399 | 12 288 | 12 185 | 11 968 | 11 916 |
|               | 2008   | 2009   | 2011   | 2012   | 2013   | 2015   | 2016   | 2017   | 2019   | 2020   |